# NZLokaal
NZLokaal is een lokale politieke partij in de gemeente Noordwijk in de Nederlandse provincie Zuid-Holland.

## Gemeenteraadsverkiezingen 2014
De eerste verkiezingsdeelname van NZLokaal was bij de gemeenteraadsverkiezingen van 2014. De partij behaalde toen meteen de meeste raadszetels, 5 van de 17. NZLokaal was in de daaropvolgende raadsperiode niet betrokken bij het college.

## Gemeenteraadsverkiezingen 2018
De verkiezingen werden door de fusie tussen de gemeente Noordwijk en Noordwijkerhout gehouden op 21 november 2018. NZLokaal behaalde 5 van de 27 raadszetels.

## Gemeenteraadsverkiezingen 2022
De verkiezingen in de gemeente Noordwijk (Noordwijkerhout, De Zilk en Noordwijk) werden gehouden op 16 maart 2022. NZLokaal behaalde bij de verkiezingen 4 van de 27 raadszetels.